# Cynków (Silésie)
Pour les articles homonymes, voir Cynków.
Cynków (prononciation : [ˈt͡sɨnkuf]) est une localité polonaise de la gmina de Koziegłowy, située dans le powiat de Myszków en voïvodie de Silésie.